# Tolkmicko
Tolkmicko ([tɔlkˈmitskɔ], deutsch Tolkemit) ist eine Stadt im Powiat Elbląski (Elbinger Kreis) der polnischen Woiwodschaft Ermland-Masuren. Sie ist Sitz der gleichnamigen Stadt-und-Land-Gemeinde mit 6528 Einwohnern (Stand 31. Dezember 2020).

## Geographische Lage
Die Stadt liegt in der historischen Landschaft Preußen, im nördlichen Teil Pogesaniens, der später zum Land Marienburg gehörte. Sie befindet sich am Frischen Haff, wo sie einen Hafen hat, etwa zwanzig Kilometer nordöstlich der Stadt Elbląg (Elbing).

## Geschichte

Tolkemit, nordnordöstlich von Elbing und südwestlich von Frauenburg, am Frischen Haff, auf einer Landkarte von 1910

### Mittelalter
Ursprünglich befand sich an der Stelle der heutigen Ortschaft eine pruzzische Siedlung. Das Stadtrecht erhielt die Ansiedlung im Preußischen Ordensland nach Kulmer Recht durch den Komtur des Deutschen Ordens Ludwig von Schippe, vermutlich um 1296. Die erste urkundliche Erwähnung eines Ortes Tolkemit stammt aus dem Jahre 1326. 1330 wurde das erste Mal eine Kirche erwähnt. Am 21. März 1351 erneuerte der Hochmeister des Deutschen Ordens Heinrich Dusemer das Stadtrecht. Zusammen mit dem Dorf Neuendorf (jetzt Nowinka) erhielt Tolkemit das Fischereirecht.
Am 3. April 1440 traten die Stände der Stadt dem gegen den Deutschen Orden opponierenden, separatistischen Preußischen Bund bei, der sich 1450 ohne Absprache mit dem Heiligen Römischen Reich und der Römischen Kurie freiwillig der Krone Polens unterstellte. 1450 huldigten Rat, Schöffen und die Gemeinde dem Hochmeister Ludwig von Ehrlichhausen (1450–1467). Im darauf folgenden Dreizehnjährigen Krieg zwischen dem Orden und den Städten des Preußischen Bundes legte 1454 der Bürgermeister des Ortes einen Treueschwur auf den polnischen König Kasimir IV. ab. Daraufhin plünderten und brandschatzten die Ritter des Deutschen Ordens zwei Jahre später die Stadt. Am 8. Juli 1457 wurde Johann von Baysen Eigentümer von Tolkemit.
1466 wurde die Stadt nach dem Zweiten Frieden von Thorn, durch den eine vorläufige Zweiteilung Preußens besiegelt wurde, Teil des autonomen Polnisch-Preußen, das mit Polen assoziiert war.

### Frühe Neuzeit

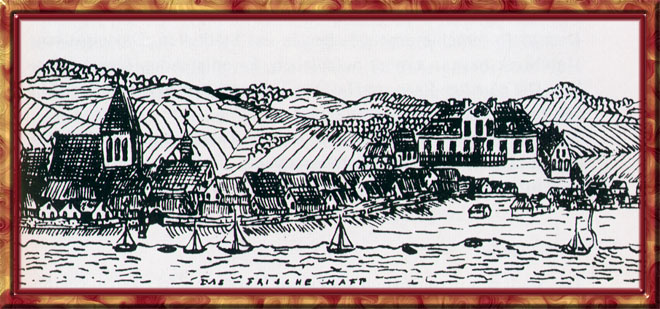
Tolkmicko um 1750

1525 während der Einführung der Reformation im Ordensland wurde unter Schutz der Ordenstruppen in der Tolkemiter Pfarrkirche evangelisch-lutherischer Gottesdienst abgehalten. Dieses tat der ehemalige Mönch Bommler, Sohn des Bürgermeisters von Tolkemit. Tolkemit blieb aber beim Fürstbistum Ermland und blieb damit katholisch. Durch Feuersbrunst gingen Dokumente der Stadt verloren, wurden aber durch Abschriften des Domkapitels in Frauenburg ersetzt.
Anlässlich der Errichtung der Union von Lublin auf dem Lubliner Sejm kündigte König Sigismund II. August am 16. März 1569 die Autonomie Westpreußens unter Androhung herber Strafen einseitig auf, weshalb die Oberhoheit des polnischen Königs in diesem nun nur noch bedingt autonomen Teil des ehemaligen Gebiets des Deutschen Ordens von 1569 bis 1772 vornehmlich als Fremdherrschaft empfunden wurde. Als befremdend wurde auch die Verfolgung der Evangelischen und der Juden durch polnische staatliche und kirchliche Behörden wahrgenommen.
Während des Polnisch-Schwedischen Krieges weilte der schwedische König Gustav II. Adolf vom 11. bis zum 12. Juni 1626 in der Stadt. Zwei große Brände, 1634 und 1694, zerstörten teilweise die Stadt, die sofort wieder aufgebaut wurde. Ab 1697 sind noch die Kirchenbücher mit Eintragungen der Einwohner vorhanden.
Der Ausbruch der Pest halbierte 1710 die Zahl der Einwohner. 1720 wurde am Marktplatz eine Brauerei errichtet. Bei einem erneuten großen Brand wurde die Stadt am 29. Juli 1767 zerstört, dabei wurden auch das Brauhaus, die Kirche und das Rathaus vernichtet; die Stadt wurde wieder aufgebaut, und sämtliche Häuser erhielten Ziegeldächer.
Durch die erste polnische Teilung 1772 kam Tolkemit zum Königreich Preußen. 1793 wurde ein neues Rathaus errichtet.

### 19. und 20. Jahrhundert
1818 wurde die Stadt Teil des neu gebildeten Landkreises Elbing. Während des polnischen Novemberaufstands von 1830 wurden 240 Soldaten in Tolkemit stationiert, im selben Jahr wütete die Cholera. 1832 wurde die erste Apotheke des Ortes eröffnet, 1851 schloss die Brauerei und der erste Arzt ließ sich hier nieder. 1862 begann der Bau des Fischerhafens der Stadt. 1900 wurde die Stadt durch die Haffuferbahn an das Schienennetz angeschlossen und hatte damit Verbindung nach Elbing und Braunsberg.
Am Anfang des 20. Jahrhunderts hatte Tolkemit eine evangelische Kirche, eine katholische Kirche, einen Hafen und neben einigen gewerbliche Betrieben u. a. auch Schiffsbau. 1939 begann der Bau einer Marmeladenfabrik, der 1940 abgeschlossen wurde. Bei Reimannsfelde südwestlich von Tolkemit befand sich die Außenstelle Hopeehill des KZ Stutthof.
Im Jahr 1945 gehörte Tolkemit zum Landkreis Elbing im Regierungsbezirk Danzig des Reichsgaus Danzig-Westpreußen des Deutschen Reichs.
Am Ende des Zweiten Weltkrieges wurde die Stadt während der Belagerung Elbings eingeschlossen und am 26. Januar 1945 von der Roten Armee eingenommen und geplündert. Im Zuge der anschließenden sowjetischen Siegesfeiern wurden Teile der Stadt, darunter auch das Rathaus und die Häuser am Markt, niedergebrannt. Ein Teil der Stadtbevölkerung konnte sich zuvor über das zugefrorene Frische Haff und dann über die Frische Nehrung in den Westen retten. Am 3. Februar versuchten deutsche Truppen von Frauenburg aus, die Stadt zurückzuerobern, scheiterten aber aufgrund sowjetischer Übermacht, sodass man sich bereits am Tag darauf aus den eroberten Stadtteilen Tolkemits wieder zurückziehen musste. Viele überlebende Tolkemiter nutzten diese Gelegenheit, um noch über das Haff in den Westen flüchten zu können.
Die etwa 800 Einwohner, die in Tolkemit zurückblieben, wurden von den sowjetischen Besatzern in einigen wenigen Häusern konzentriert. Von diesen wurden etwa 300 arbeitsfähige Männer und Frauen zur Zwangsarbeit in die Sowjetunion deportiert. Etwa ein Drittel von ihnen kam dabei ums Leben. Die restlichen 500 Einwohner wurden in Richtung Preußisch Holland getrieben, wo sie in den Orten Steegen und Kaymen untergebracht wurden. Anfang April 1945 konnte die Bevölkerung in das zerstörte Tolkemit zurückkehren.
Inzwischen hatte die Rote Armee die Region mit der Stadt der Verwaltung der Volksrepublik Polen unterstellt. Diese führte für Tolkemit den Ortsnamen Tolkmicko ein. Etwa die Hälfte der Einheimischen war geflohen, die verbliebenen wurden in den nächsten Jahren vertrieben und der Ort mit Polen besiedelt. Die vertriebenen Einwohner Tolkemits verteilten sich über ganz Deutschland. Eine größere Anzahl, etwa 600 der ursprünglich 4000 Einwohner Tolkemits, ließen sich in Nettetal am Niederrhein nieder, wo seit 2002 ein Gedenkstein daran erinnert.
Bei einer Verwaltungsreform wurde der Ort 1975 Teil der Woiwodschaft Elbląg. Eine weitere Reform löste die Woiwodschaft auf und Tolkmicko wurde Teil der Woiwodschaft Ermland-Masuren.

### Demographie
| Jahr | Einwohner | Anmerkungen |
| ---- | --------- | --- |
| 1783 | 1034      | in 212 Haushalten |
| 1802 | 1376      | [ 8 ] |
| 1810 | 1217      | [ 8 ] |
| 1816 | 1301      | davon 48 Evangelische, 1245 Katholiken und sechs Juden |
| 1821 | 1495      | in 253 Privatwohnhäusern |
| 1831 | 1608      | fast nur Katholiken |
| 1864 | 2744      | am 3. Dezember |
| 1867 | 2695      | am 3. Dezember, Stadt |
| 1871 | 2717      | am 1. Dezember, Stadt, davon 71 Evangelische, 2640 Katholiken und sechs Juden, in 325 Wohngebäuden                                                                                               |
| 1875 | 2751      | [ 12 ] |
| 1880 | 2896      | [ 12 ] |
| 1885 | 2847      | am 1. Dezember, Stadt, mit einer Flächengröße von 1441 Hektar und 334 Wohngebäuden; davon 153 Evangelische, 2684 Katholiken, zwei sonstige Christen und acht Juden                               |
| 1895 | 3386      | am 2. Dezember, Stadt, mit einer Flächengröße von 1443 Hektar und 378 bewohnten Wohngebäuden; davon 142 Evangelische, 3232 Katholiken und elf Juden (vier Personen mit polnischer Muttersprache) |
| 1910 | 3302      | am 1. Dezember, davon 153 Evangelische, 3136 Katholiken, neun Juden (3291 mit deutscher, acht mit polnischer Muttersprache, keine Kaschuben)                                                     |
| 1933 | 3532      | [ 12 ] |
| 1939 | 3866      | [ 12 ] |

## Kultur und Sehenswürdigkeiten
- Kirche des Apostels Jakobus, gotisch, 14. Jahrhundert
- Kirche Unserer Lieben Frau von den Engeln der Polnisch-Katholischen Kirche, neugotischer Backsteinbau von 1887, ursprünglich evangelisch
- Barocke Friedhofskapelle, 18. Jahrhundert
- Gotische Bastei, 14. Jahrhundert

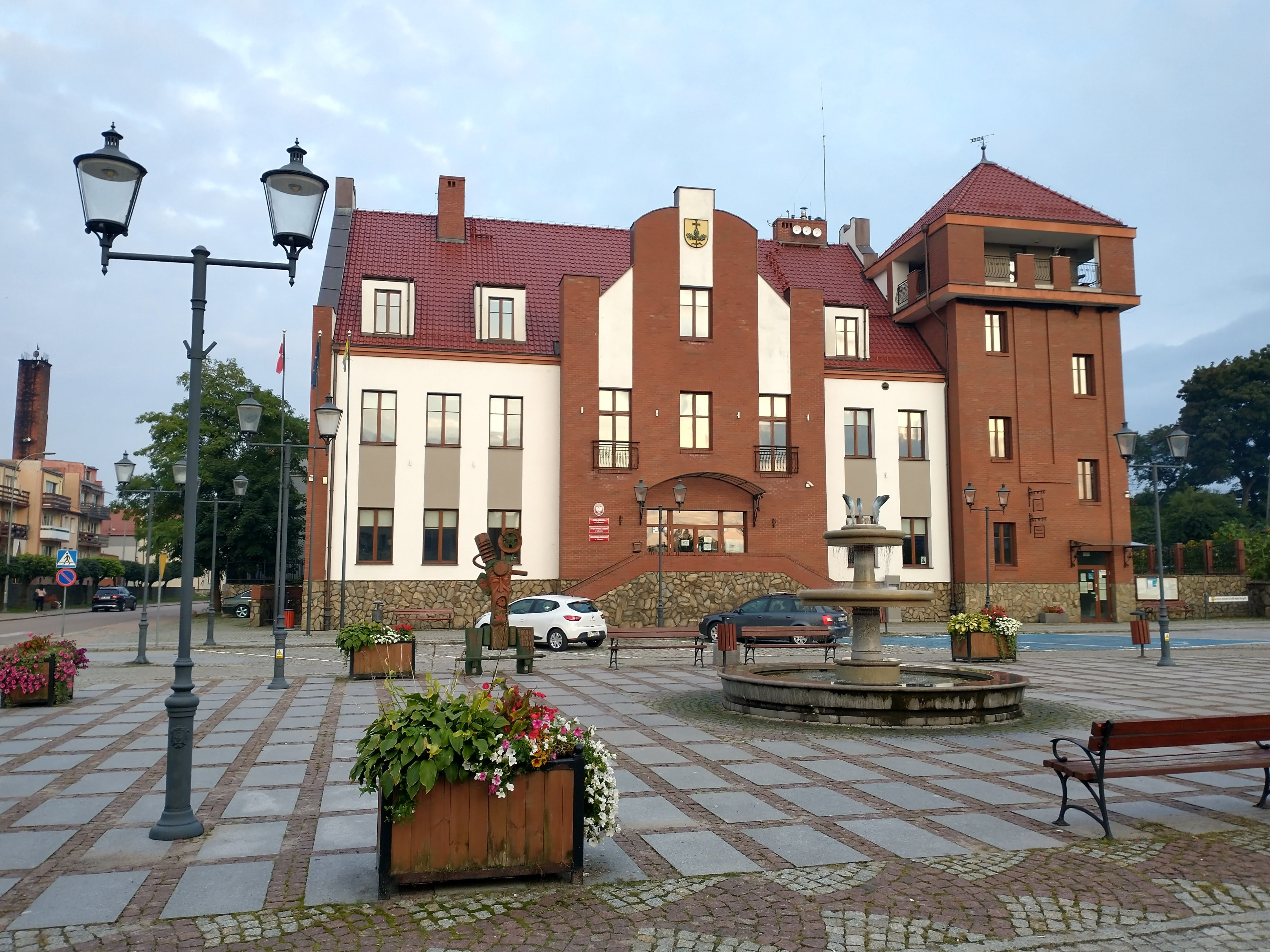
Rathaus am Markt
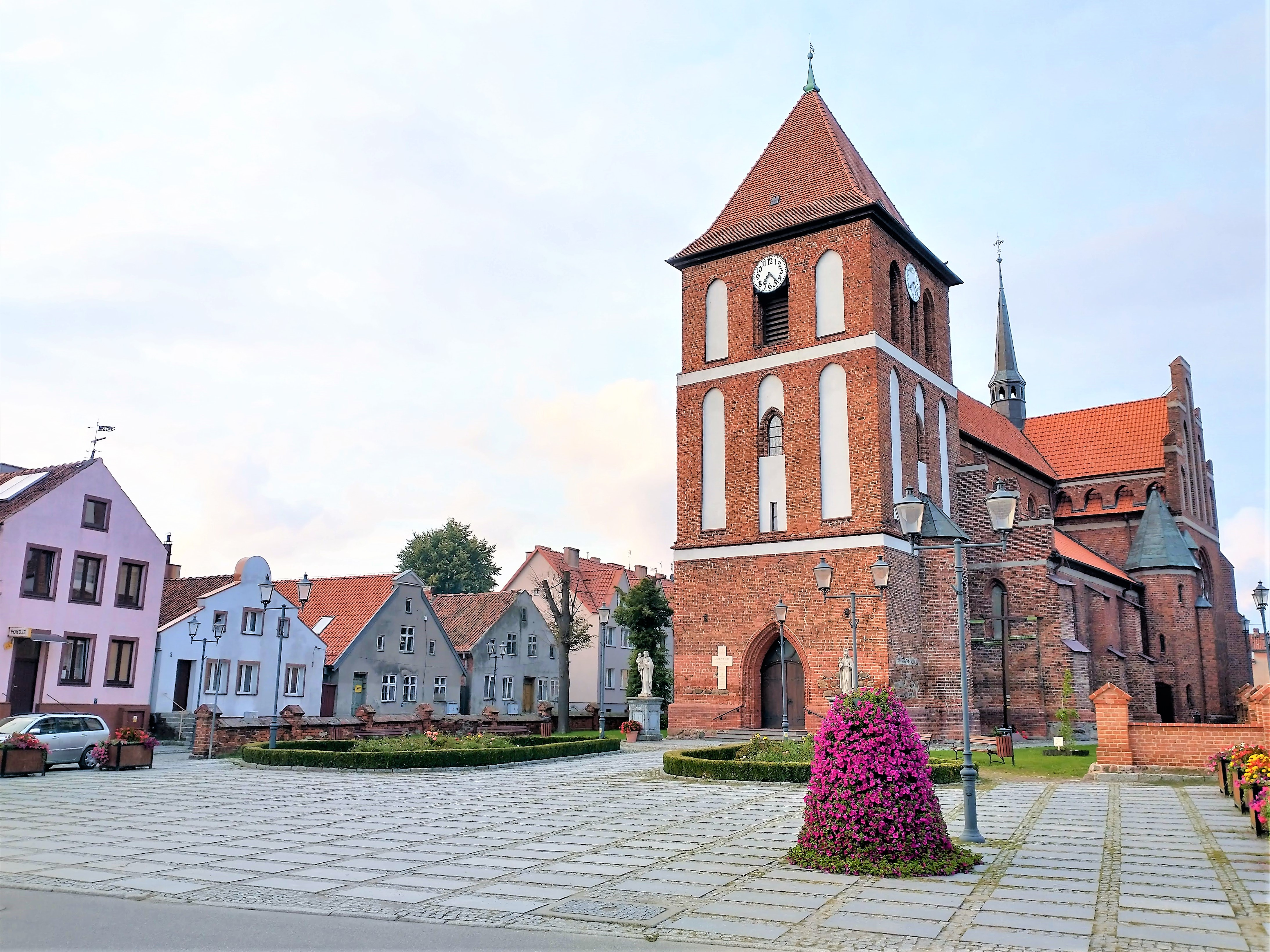
Marktplatz mit Jakobuskirche
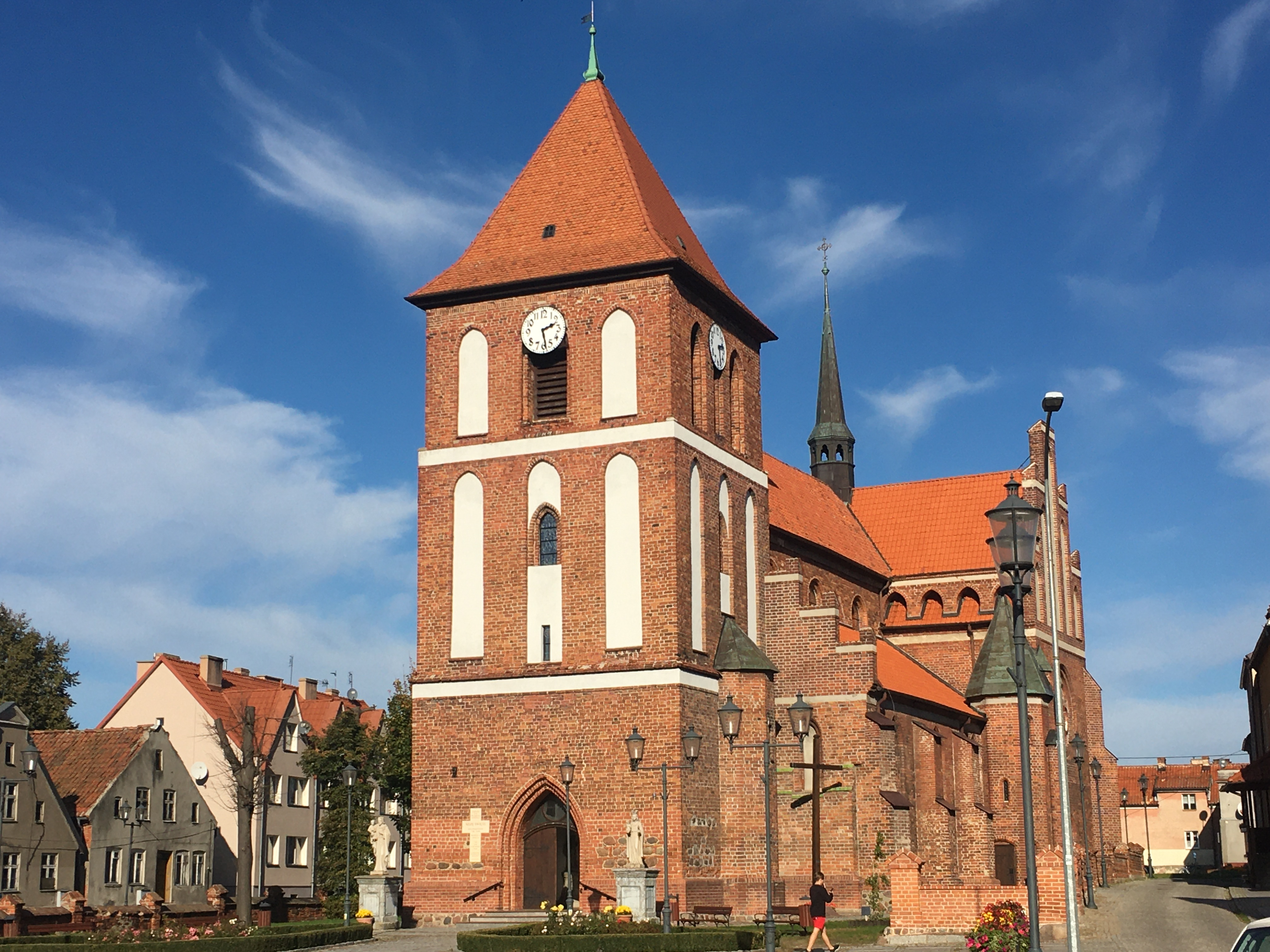
Gotische Jakobuskirche
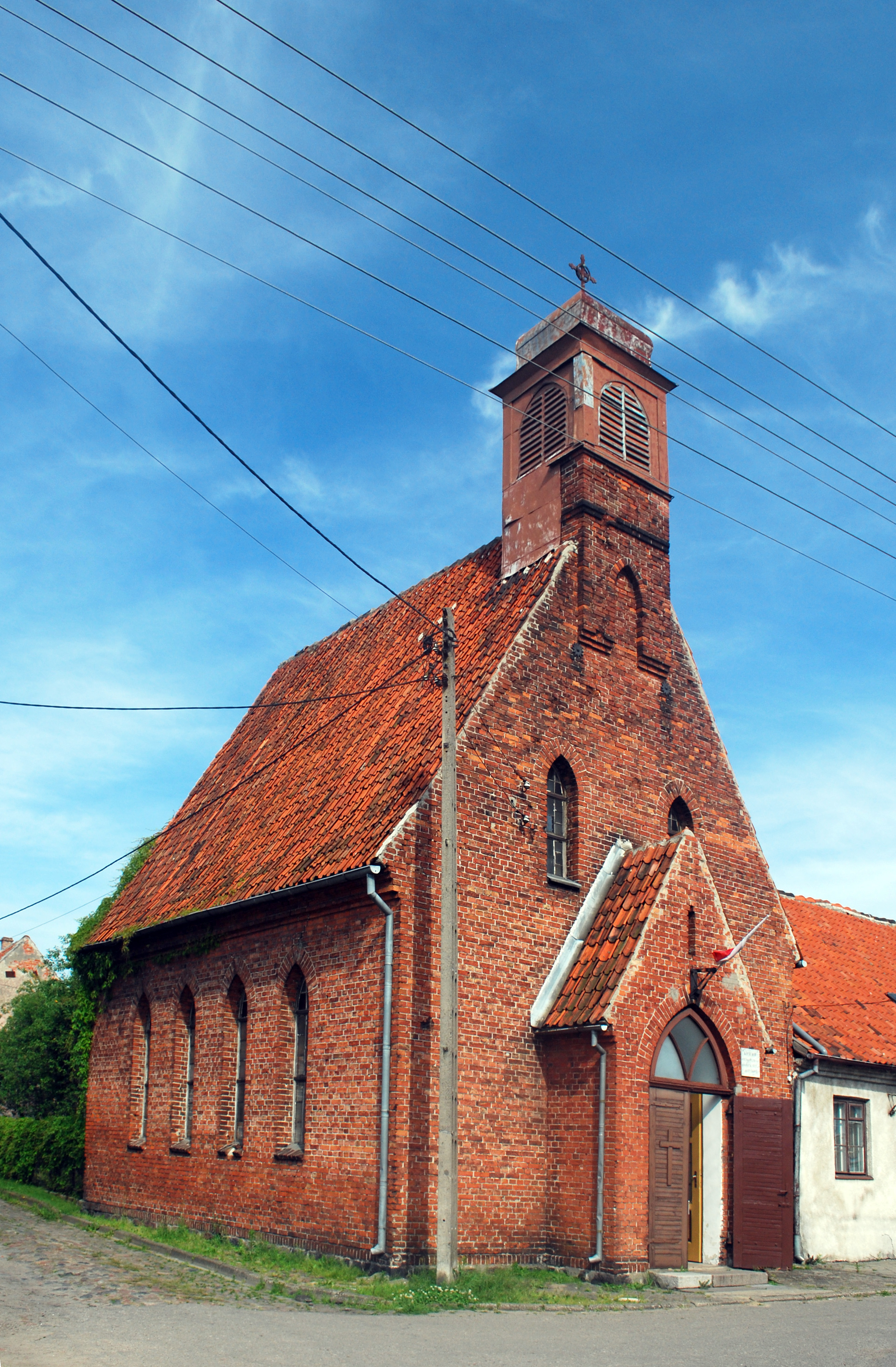
Polnisch-Katholische Kirche
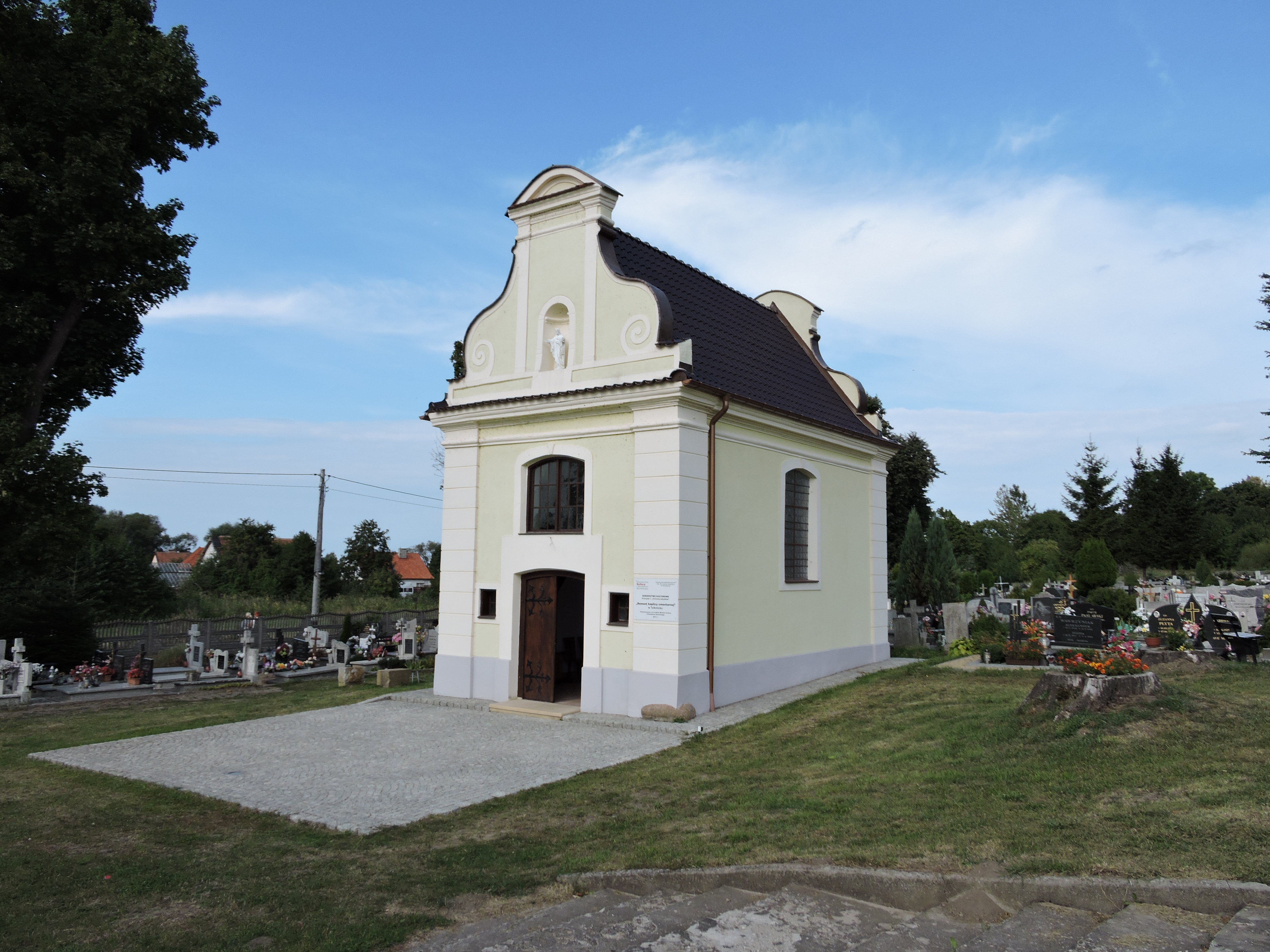
Barocke Friedhofskapelle
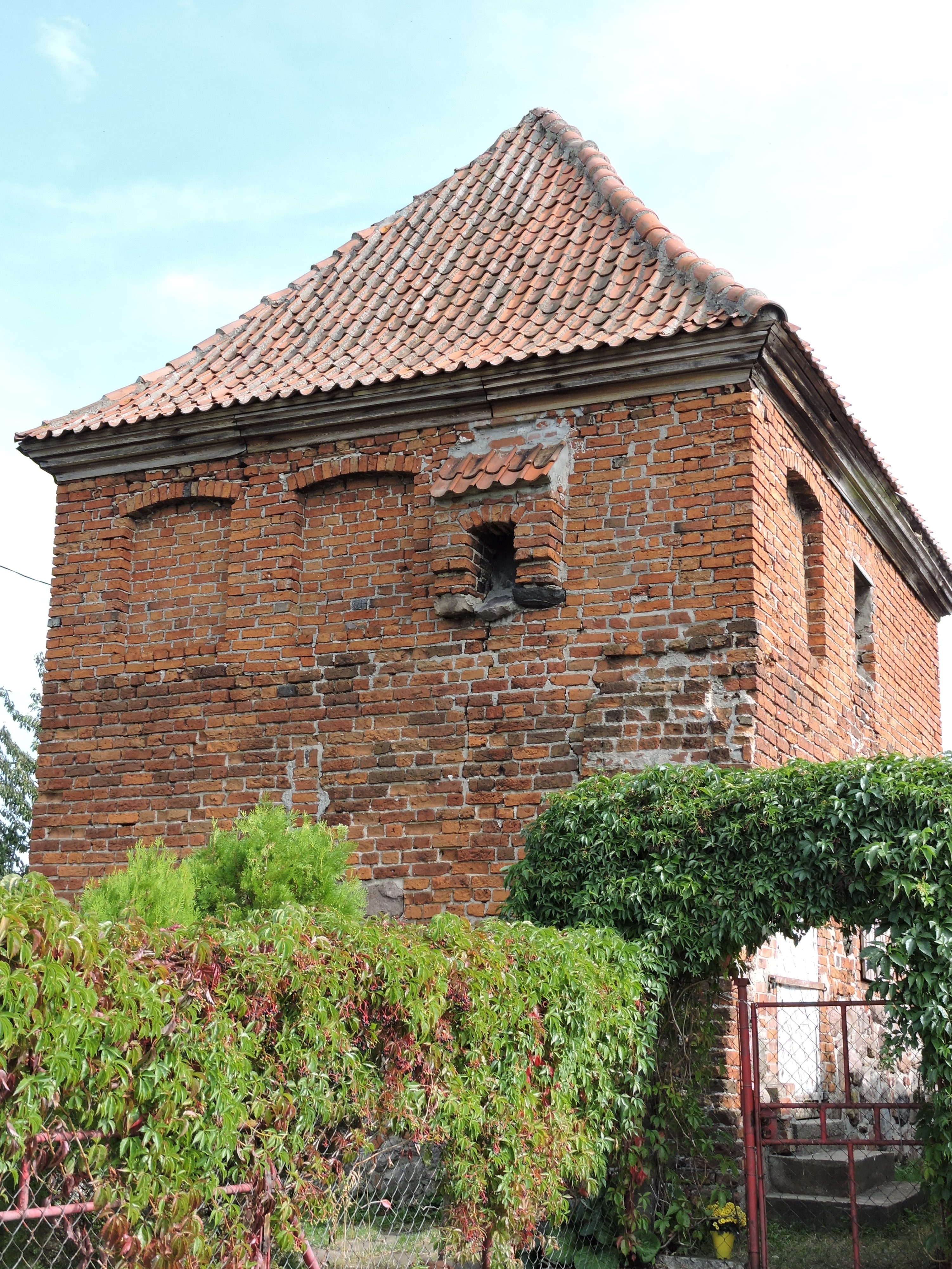
Bastei
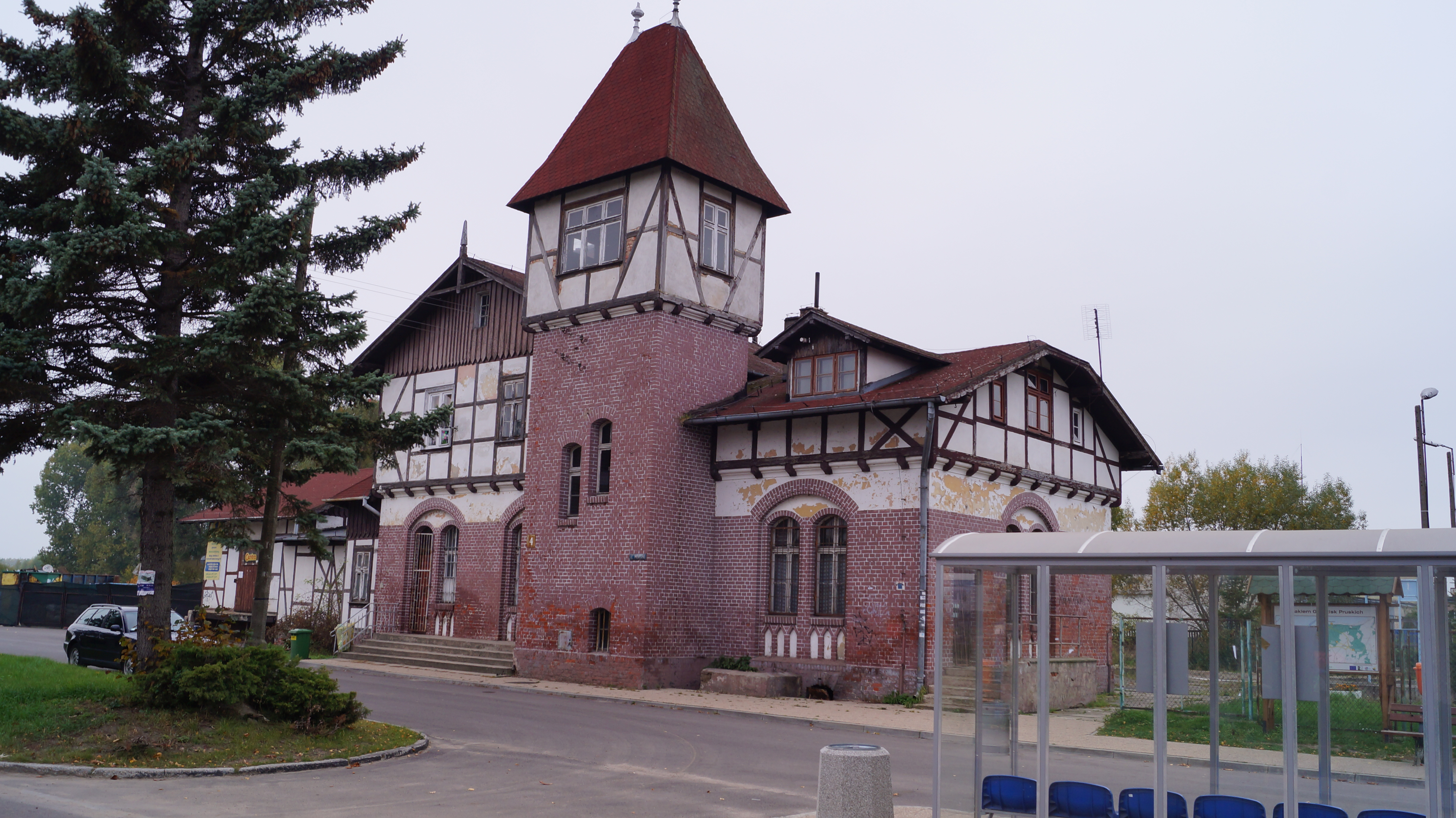
Bahnhofsgebäude
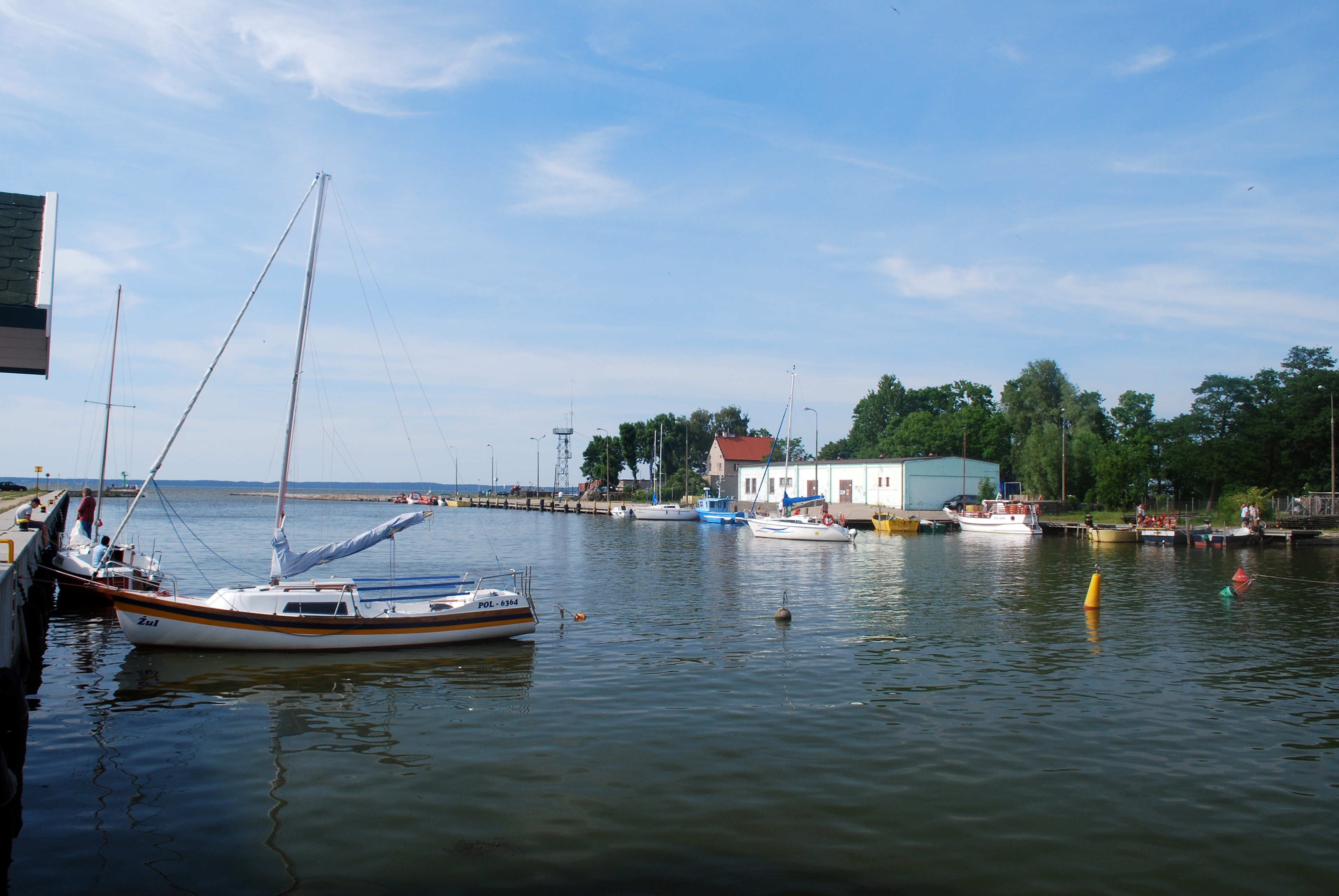
Hafen am Frischen Haff

## Verkehr
Die Stadt wird von der Woiwodschaftsstraße DW503 durchquert. Der nächste internationale Flughafen ist der Lech-Wałęsa-Flughafen Danzig in etwa 100 Kilometer Entfernung.

## Gemeinde
Zur Stadt-und-Land-Gemeinde (gmina miejsko-wiejska) Tolkmicko gehören die Stadt selbst und zehn Dörfer mit Schulzenämtern.
Tolkmicko unterhält eine Gemeindepartnerschaft mit Heringsdorf in Vorpommern.

## Söhne und Töchter der Stadt
- Peter Turnow (* 1390), Theologe, der 1426 als Ketzer in Speyer verbrannt wurde
- Simon Grunau (1470–1530), Dominikaner und Historiograph
- Augustin Kolberg (1835–1909), Domdekan in Frauenburg und Reichstagsabgeordneter
- Hans-Adolf Prützmann (1901–1945), Abgeordneter der NSDAP im Reichstag, preußischer Staatsrat, SS-Obergruppenführer und General der Waffen-SS und Polizei.
- Wolf-Dieter Wolf (* 1944), Immobilienunternehmer und Sportfunktionär